# Социніанство

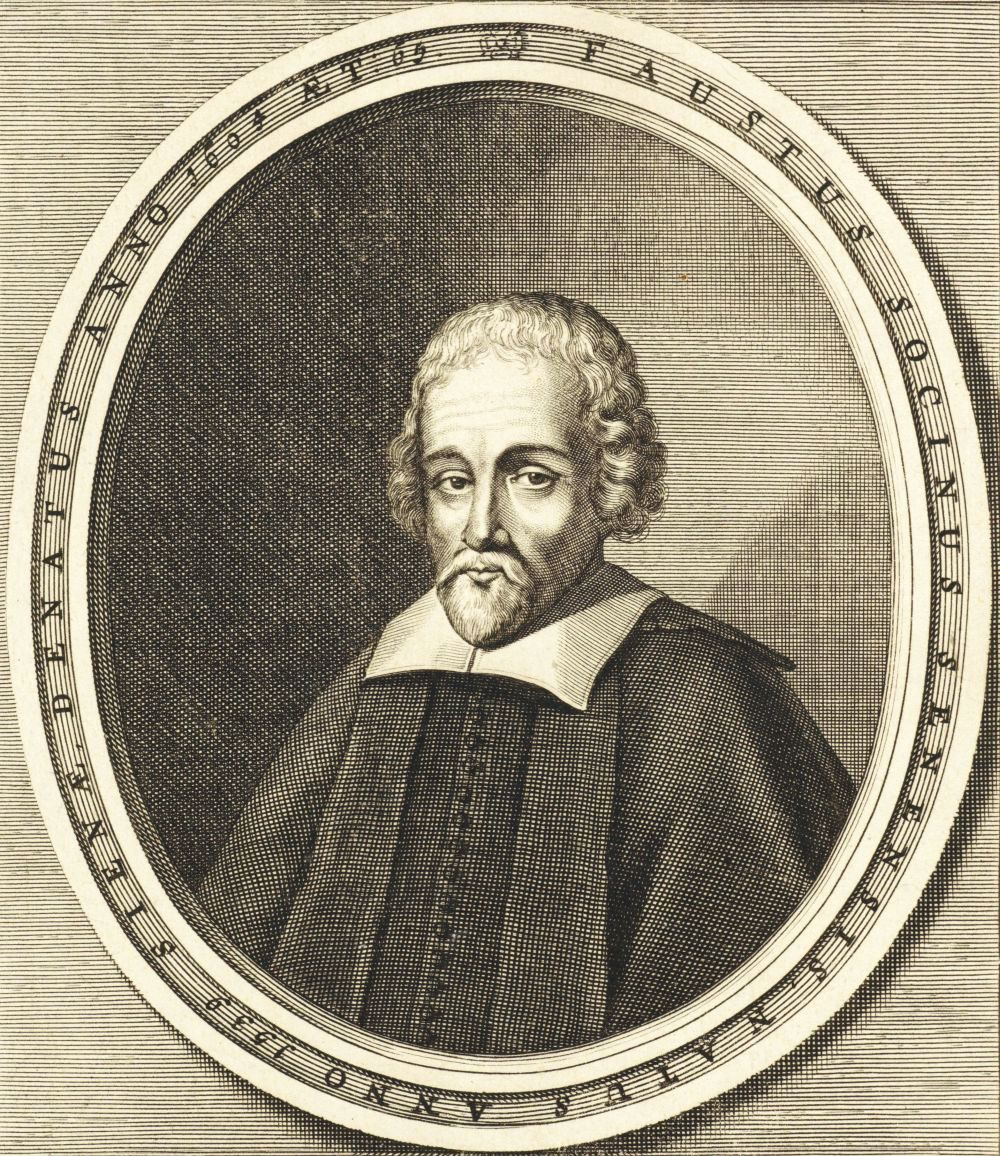
Фаусто Соцціні — засновник течії.

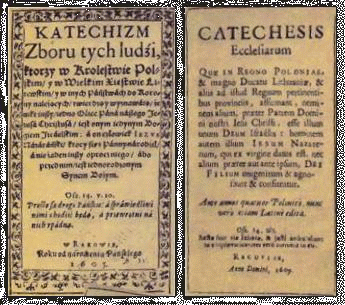
Титульна сторінка «Раківського катехизису»: польською мовою 1605 року та латиною 1609 року.

Социніа́нство, социнія́нство, соцінья́нство — раціоналістична течія у протестантизмі, яка виникла у Південній Європі під час Реформації та отримала назву від свого засновника, італійця Фаусто Паоло Соцціні (італ. Fausto Paolo Sozzini, 1539 — 1604). Социніани, зокрема, заперечували догмат Трійці, існування первородного гріха, не визнавали таїнств, вважали, що людина може врятуватися, живучи в спілкуванні з яким завгодно християнським суспільством, яке сповідує вчення про Спасіння.

## Основні засади
Наприкінці свого життя Ф. Соцціні почав укладати катехизиса, де коротко висвітлив суть своєї доктрини. Працю завершив раківський социніанський пастор Валентин Шмальц та інші вже після смерті Соцціні. 1605 року «Раківського катехизиса» видано польською мовою та згодом багаторазово перевидавано латиною, німецькою та голландською мовами.
Социніани спиралися на те, що джерелом істини треба вважати Біблію, але тільки тоді, коли воно не суперечить розуму; заперечували догмат Трійці й, виходячи з учення антитринітаріїв та визнаючи одну Божу істоту, вважали, що Дух Святий представляв силу Божу, Ісус Христос був людиною з Божим обдаруванням, якому належало Боже шанування. Социніани зовсім заперечували існування перворідного гріха та взагалі псування моральної природи людини через гріхопадіння перших людей; людину обдаровано свободою волі, якої вона не позбулася й після гріхопадіння. Социніани не визнавали таїнств (вони мали значення тільки обрядів), молитов за померлих, прикликання святих, шанування ікон, узагалі всю зовнішню церковну обрядовість, шанували суботу. При цьому вони виконували прості зовнішні релігійні обряди, не пов'язуючи з ними ніякої духовної сили, — причастя або «вечерю Господню» (лат. coenam Domini) та хрещення, що повинно відбуватися тільки над дорослими, які свідомо та відкрито сповідують свою віру в Бога, чого не можна очікувати від дитини.
Социніанський катехизм відрізнявся терпимістю та поблажливістю до інших, не згідних з ним, релігійних думок. Так, наприклад, у ньому проводиться твердження, що людина може врятуватися, живучи в спілкуванні з яким завгодно християнським суспільством, яке сповідує вчення про Спасіння. Гуманістичний аспект доктрини доповнювано виступом проти права використання зброї, засуджуючи війни та смертну кару («всі, хто підняв меча, від меча й загинуть»).
За переконаннями социніан, існувала потреба цілком розмежувати світську та церковну владу, що складалася зі «зборів» (собору) всього духівництва, «міністрів» (пасторів), що їх призначив собор, які й собі призначали церковних старшин і дияконів. Міністри мали винятково літургічну ділянку та проповідництво. Социніани не надавали церковним посадам ніякого ієрархічного значення, а тільки дисциплінарне — дбати про церковний лад і служити потребам церкви, особливо потребам бідних. Учити ж у церкві, на їхню думку, міг усякий, хто володів чистотою морального життя й був здатний до вчителювання — для цього не потрібно ніякого особливого покликання.

## Історія
Социніанство виникло у Південній Європі під час Реформації. На теренах середньовічної Речі Посполитої сформувалося та поширилося наприкінці XVI — першій половині XVII століття, де з 1579 року діяв Фаусто Соцціні. Сам Соцціні та його послідовники називали себе «унітарії» (лат. unitarii) або «польські брати» (лат. fratres poloni), але в народі та серед послідовників інших сповідань вони були відомі під ім'ям «аріян». Головним осередком социніанства було місто Раків, де в 1602 — 1638 роках існувала школа з міжнародною славою, незабаром зведена до рівня академії, в якій навчалося до 1000 юнаків різних віросповідань. Навчальний процес будовано на власних підручниках професорів, які викладали у школі. У Ракові облаштовано також і друкарню. У Вільні, Новогрудку, Любчі та в багатьох інших містах, а також маєтках шляхти, створювались громади социніан. Їхня кількість доходила до 150 на початку XVII століття.
Із Польщі социніани потрапили на білоруські та українські землі, де на зламі XVI — XVII століть їх підтримала низка визначних родів:
- Галичина (Червона Русь) — Любенецькі (пол. Lubienieccy);
- Волинь — Бабинські (пол. Babińscy), Гостські (пол. Kierdeje Hojscy), Гулевичі (пол. Hulewicze Wojutyńscy), Немиричі (пол. Niemirycze), Рогозинські (пол. Rohozińscy), Сенюти (пол. Sieniuty Lachowieccy),  Чапличі-Шпанівські (пол. Czaplicze Szpanowscy, Czaplicowie herbu Kierdeja), Холоневські (пол. Chołoniewscy).
- Київщина — Бабинські (пол. Babińscy), Войнаровські (пол. Wojnarowscy), Гостські (пол. Kierdeje Hojscy), Івашенцевичі (пол. Iwaszeńcewicze-Makarowicze). Немиричі (пол. Niemirycze), Чапличі-Шпанівські (пол. Czaplicze Szpanowscy, Czaplicowie herbu Kierdeja)
- Брацлавщина — Ободенські (пол. Obodeńscy).

У родових маєтках створювались социніанські громади, вищі та нижчі школи (в Кисилині, Гощі, Ляхівцях, Береську, Черняхові та інші), на які з боку влади та офіційної церкви чинено постійний тиск.
Початок 1638 року приніс важкі зміни в становищі социніанства, як у корінній Польщі, так і в українських землях. Королівський мандат, виданий за ухвалою сенату та сейму, навіки забороняв социніанський збір та школу в Ракові. 1644 року припинено діяльність социніанської громади в Кисилині — маєтності Чапличів на Волині. Відродження Католицької Церкви в Польщі та політичні обставини, особливо коли социніан було звинувачено в симпатіях до шведів під час польсько-шведської війни, призвели врешті до ліквідації социніанських громад. Сейм 1658 року дозволяв социніанам упродовж двох років улаштувати свої справи, продати маєтки; після цього терміну всі повинні залишити Польщу. Їхні школи та молитовні доми конфісковано. Социніани вимушено покинули країну та розселилися Голландією, Німеччиною й Англією, де поступово розчинилися в інших течіях протестантизму.

## Здобутки
Особливу увагу социніани приділяли освіті, поставивши на високий рівень школи й видавництва. Найвідоміший переклад социніанських текстів українською мовою — «Євангеліє Негалевського» 1581 року.
Як і інші «нововірські» рухи, социніанство посилило літературно-полемічну творчість, так, наприклад, із кінця XVI століття збереглися протисоциніанські віршовані твори.

## Социніанські школи
Навчальні заклади при громадах протестантської течії социніан. В Україні діяли в кінці XVI — першій половині XVII століття. Головною була школа в Кисилині (тепер Волинська область), заснована близько 1612 року. Її керівники намагалися перетворити школу на академію. Відомими були також школи в Гощі (тепер Рівненська область), Ляхівцях (тепер Хмельницька область), Черняхові (тепер Житомирська область), які зазнавали переслідувань з боку польської влади. У 1658 році ухвалою сейму їх остаточно ліквідовано у зв'язку із забороною в Речі Посполитій социніанського віросповідання.
Социніанські школи в Україні були не менш численними, ніж кальвіністські і також мали високий науковий рівень. Історик А. Савич у своїй науковій роботі стверджував, що навіть ті школи, що «були у Коронній Польщі, правили за освітнє вогнище й для руської молоді; отакі, наприклад, як Любартівська школа, що її заснував люблінський воєвода Микола Фірлей, і Люблінська школа, де навчалося багато української молоді».
Социніанські школи, як і кальвіністські, належали до підлеглих власне синоду. Синод призначав ректорів та перевіряючих, слідкували за виконанням обов'язків вчителями та учнями. За провини штрафували, або звільняли з навчального закладу. За порядком у школі слідкував ректор, який паралельно мав бути ще й учителем старшого класу. До кількості посадових осіб у соцініанських школах додавалася ще посада екзаменатора, який слідкував за навчальною частиною виховного процесу.
Велика увага у навчальному процесі приділялась богословській полеміці з католицтвом, викладанню філософії, математики, латинської мови, риторики. У школах працювали протестантські публіцисти та вчені О. Кисіль, М. Твердохліб, П. Стегман, С. Немирич.

Відомості про загальний характер соцініанської освіти виклав у своїй книзі К. Харлампович, цитуючи лист голови польських социніан Фауста Социна до учня краківської школи Андрія Войдовського. 
«Треба навчатись тому, що приємно і корисно не для тебе особисто, а для всіх тих, перед ким ти зобов'язаний. Наші ж обов'язки розповсюджуються і дух, тіло та зовнішнє. Користь для духу знаходиться у справжній філософії, користь для тіла — у медитації, зовнішнє — юриспруденцією. З них найкраще — філософія. Складається вона з правильного тлумачення Бога і Його волі, яка міститься у Священному писанні. Останнє і має вивчатись головним чином, і до нього має бути зведено вивчення всіх світських наук, які мають лише відносну ціну. Так, важливо знати латинську мову, щоб вміти гарно говорити та писати про будь-яку річ, які зустрінеться при тлумаченні священних предметів, і щоб можна було вдало захищати і пропагувати божественну істину. Грецька мова необхідною не є, достатньо, якщо ти будеш сам розуміти Новий Заповіт та власний сенс слів та виразів. Для цілей екзегетики важлива і єврейська мова — не тільки для розуміння Старого Заповіту, але й для деяких єврейських ідіотизмів, що зустрічаються і у Новому Заповіті. З наук — діалектика корисна, як засіб розрізнення істини від брехні, і особливо та її частина, яка стосується викриттю софізмів. Але необхідно вивчати її за Аристотелем або його послідовниками: вся інша діалектика небезпечна та некорисна. Мало потрібна риторика: проповідник церковний — не оратор, і той рівень мистецтва, який йому необхідно мати, надасть практика, а не наука. Інші світські навчальні предмети ще менш важливі для Священного Писання, за виключенням філософської етики, але й тут краще звертатися до самої Біблії». 

### Навчальні предмети
Дидактичні вподобання Социна значно відбилися на системі навчання соцініанських освітніх закладів. Найвідомішою социніанською школою вважається Раківська. Заснована у 1602 р., вона мала вищий ступінь. Рівень навчання був таким високим (протягом 36 років тут працювало 18 ректорів), що це дало підстави називати школу академією. Кількість учнів у Ракові сягала у деякі роки тисячі осіб. Значний відсоток становили українці й вихідці з України. У школі навчались діти Чапличів-Шпановських, Немиричів, Любенецьких, Войнаровських, Гойських, Арцішевських, Суходольських та ін. За традицією, перше місце тут посідали гуманітарні дисципліни. Латинську мову вчили за підручником вченого Матуріна Кордьєра і книгами Яна Амоса Коменського, польську — за граматикою Петра Статоріуса — Стоїнського. Головну увагу приділяли не стільки її граматичним тонкощам, скільки практичному вживанню, читанню, письму, живій мові, вмінню користуватися нею у буденному і суспільному житті. Загалом, уся програма Раківської школи була спрямована не на хаотичне оволодіння учнями певною сумою знань, а на виховання майбутніх діячів громадського та політичного життя, носіїв передових західноєвропейських культурних традицій.
Описувати внутрішню систему освіти у школах можна послуговуючись матеріалами з Любартовської школи. Заклад поділявся на 5 класів, кожним з яких завідував окремий вчитель. Найстаршим класом завідував ректор. Окремо в усіх класах викладав вчитель арифметики та музики. Цей вчитель навчав дітей співу за псалмами Давида у латинському перекладі Буханіна і в польському — Яна Кохановського. Окрім цього вивчалася діалектика за Арістотелем, польське право, богослов'я, єврейська мова, можливо фізика з етикою. Підручниками по релігії були катехізиси. Спочатку социніани користувалися старими богословськими книжками, та потім замовили та надрукували свої на різних мовах. Етика разом з церковними предметами викладалася найбільш повно.
Відмінність аріан від лютеран чи кальвіністів полягала значним чином у шкільних вчителях. У социніан вони були майже всі привезені з-за кордону, що давало змогу освітньому процесу набувати більш різноманітного характеру. Це дуже привертало увагу молоді.